# Acanthosybra lineolata
Acanthosybra lineolata là một loài bọ cánh cứng trong họ Cerambycidae.